# Erlang (unità di misura)
Erlang (E) è, nell'ambito delle telecomunicazioni, un'unità di misura dell'intensità di traffico.
L'erlang è adimensionale e rappresenta l'intensità di occupazione nell'unità di tempo. Ad esempio: se un utente parla al telefono per 50 minuti in un'ora esso avrà sviluppato 50/60 = 0,833 erlang in quell'ora. 
L’unità di misura Erlang è comunemente utilizzata per calcolare l’efficienza del traffico telefonico. Conoscendo il numero di chiamate che arrivano o partono dal sistema durante un periodo di tempo specifico, la durata media di una chiamata e la capacità del sistema, ovvero il numero massimo di chiamate che può gestire contemporaneamente, si utilizza la seguente formula:
Efficienza del traffico telefonico = (Numero di chiamate al secondo * Durata media della chiamata) / Capacità del sistema
Il nome è stato dato in onore a Agner Krarup Erlang, noto per i suoi studi sulla teoria delle code, su proposta di David George Kendall, dall'International Consultative Commitee on Telephones and Telegraphs (CCITT) (predecessore della ITU).
Krarup Erlang ha sviluppato la formula di Erlang B e la formula di Erlang C per calcolare la probabilità di trovare un servente libero in funzione dell'intensità di traffico offerto e del numero di serventi.